# Lon bin Mohamed Noor
Lon bin Mohamed Noor (ur. 1921, zm. ?) – singapurski sztangista, olimpijczyk.
Wystąpił na Letnich Igrzyskach Olimpijskich 1952 w kategorii do 56 kg. Osiągnął 8. miejsce z wynikiem 275 kg w trójboju (77,5 kg w wyciskaniu, 85 kg w rwaniu, 112,5 kg w podrzucie). Zajął 4. miejsce na Igrzyskach Azjatyckich 1951.